# Bundeseinheitliche Arztnummer
Die Bundeseinheitliche Arztnummer (BAN) ist eine eindeutige Identifikationsnummer für Ärzte in Deutschland. Sie wurde zum 1. Juli 2003 deutschlandweit eingeführt. Die neunstellige Nummer, die im Meldesystem jeder Ärztekammer geführt wird, setzt sich zusammen aus der internen Arztnummer und der Nummer der Landesärztekammer, in deren Bereich der Arzt erstmals eine Approbation erhält. Ärzte, die bereits vor Einführung der BAN in einer Ärztekammer gemeldet waren, erhielten die Ärztekammernummer, der der Arzt am Stichtag 1. Juli 2003 angehörte. Die Bundeseinheitliche Arztnummer bleibt dem jeweiligen Arzt fest zugeteilt und wird auch bei Wechsel der Landesärztekammer beibehalten. Bei Einführung galt die BAN als wichtige Voraussetzung für die Einführung eines elektronischen Arztausweises.